# Emiliano Tellechea
Emiliano Tellechea, vollständiger Name Emiliano Mathias Tellechea Zas, (* 5. Juli 1987 in Montevideo) ist ein uruguayischer Fußballspieler.

## Karriere
Der 1,70 Meter große Mittelfeldakteur Tellechea gehörte zu Beginn seiner Karriere von der Apertura 2007 bis in die Clausura 2011 dem Kader des Erstligisten Montevideo Wanderers an. In der Saison 2008/09 ist dort ein Saisontreffer in der Primera División für ihn verzeichnet. Für die beiden nachfolgenden Spielzeiten 2009/10 und 2010/11 weist die Statistik 22 bzw. 30 Erstligaeinsätze mit zwei bzw. neun Treffern für Tellechea aus. Im August 2011 wechselte er nach Argentinien zu CA San Lorenzo de Almagro. Bis Ende Januar lief er beim Klub aus Buenos Aires in 15 Partien (ein Tor) der Primera División sowie jeweils ohne persönlichen Torerfolg in zwei Play-off-Spielen und vier Begegnungen der Copa Argentina auf. Ab Februar 2013 folgte bis Mitte des Jahres eine Ausleihe an Defensa y Justicia. Beim Klub aus Florencio Varela bestritt er 19 Spiele (ein Tor) in der Primera B Nacional. Mitte Juli 2013 wurde er seitens San Lorenzo erneut verliehen. Aufnehmender Klub war dieses Mal Instituto Atlético Central Córdoba. In der Spielzeit 2013/14 absolvierte er dort 38 Zweitligaspiele und erzielte vier Treffer. Anfang Juli 2014 schloss er sich dann erneut dem zwischenzeitlich in die höchste argentinische Spielklasse aufgestiegenen Defensa y Justicia an. Dort wurde er in 28 Ligaspielen (vier Tore) und fünf Begegnungen (kein Tor) der Copa Argentina eingesetzt. Zum Jahresbeginn 2016 wechselte er zu Independiente del Valle. Bei den Ecuadorianern absolvierte er 16 Ligaspiele und schoss zwei Tore. Zudem kam er 15-mal (ein Tor) in der Copa Libertadores 2016 zum Einsatz. Anfang August 2016 schloss er sich dem Club Olimpo an und bestritt dort bislang (Stand: 16. Juli 2017) 28 Ligaspiele (drei Tore) und zwei Begegnungen (kein Tor) in der Copa Argentina.